# 66e méridien ouest
En géographie, le 66e méridien ouest est le méridien joignant les points de la surface de la Terre dont la longitude est égale à 66° ouest.

## Géographie

### Dimensions
Comme tous les autres méridiens, la longueur du 66e méridien correspond à une demi-circonférence terrestre, soit 20 003,932 km. Au niveau de l'équateur, il est distant du méridien de Greenwich de 7 347 km,.
Avec le 114e méridien est, il forme un grand cercle passant par les pôles géographiques terrestres.

### Régions traversées
En commençant par le pôle Nord et descendant vers le sud au pôle Sud, Le 66e méridien ouest passe par:
| Coordonnées          | Pays, territoire ou mer | Notes |
| -------------------- | ----------------------- | --- |
| 90° 00′ N, 66° 00′ O | Océan Arctique          | |
| 83° 15′ N, 66° 00′ O | Mer de Lincoln          | |
| 82° 50′ N, 66° 00′ O | Canada                  | Nunavut, Île d'Ellesmere                                                                                              |
| 81° 13′ N, 66° 00′ O | Détroit de Nares        | |
| 80° 37′ N, 66° 00′ O | Groenland               | Péninsule Washington (en)                                                                                             |
| 80° 00′ N, 66° 00′ O | Détroit de Nares        | Bassin Kane |
| 79° 08′ N, 66° 00′ O | Groenland               | Terre d'Inglefield |
| 76° 02′ N, 66° 00′ O | Baie de Baffin          | |
| 70° 00′ N, 66° 00′ O | Détroit de Davis        | |
| 68° 01′ N, 66° 00′ O | Canada                  | Nunavut — Péninsule de Cumberland, Île de Baffin                                                                      |
| 66° 06′ N, 66° 00′ O | Détroit de Davis        | Baie Cumberland |
| 64° 50′ N, 66° 00′ O | Canada                  | Nunavut — Péninsule Hall (en), Île de Baffin                                                                          |
| 62° 57′ N, 66° 00′ O | Baie de Frobisher       | |
| 62° 15′ N, 66° 00′ O | Canada                  | Nunavut — Péninsule Meta Incognita, Île de Baffin                                                                     |
| 61° 52′ N, 66° 00′ O | Détroit d'Hudson        | |
| 60° 30′ N, 66° 00′ O | Baie d'Ungava           | |
| 58° 58′ N, 66° 00′ O | Canada                  | Québec Terre-Neuve-et-Labrador — Labrador, à partir de 54° 56′ N, 66° 00′ O Québec — à partir de 52° 04′ N, 66° 00′ O |
| 50° 16′ N, 66° 00′ O | Golfe du Saint-Laurent  | |
| 49° 13′ N, 66° 00′ O | Canada                  | Québec — Gaspésie |
| 48° 09′ N, 66° 00′ O | Baie des Chaleurs       | |
| 47° 55′ N, 66° 00′ O | Canada                  | Nouveau-Brunswick — passe juste à l'est de Saint-Jean à 45°17'N                                                       |
| 45° 13′ N, 66° 00′ O | Baie de Fundy           | |
| 44° 35′ N, 66° 00′ O | Canada                  | Nouvelle-Écosse |
| 43° 43′ N, 66° 00′ O | Océan Atlantique        | |
| 18° 27′ N, 66° 00′ O | Porto Rico              | |
| 17° 58′ N, 66° 00′ O | Mer des Caraïbes        | Passe juste à l'est de l'île de La Orchila, Venezuela (à 11° 52′ N, 66° 05′ O)                                        |
| 10° 24′ N, 66° 00′ O | Venezuela               | |
| 0° 48′ N, 66° 00′ O  | Brésil                  | Amazonie Rondônia — à partir de 9° 24′ S, 66° 00′ O                                                                   |
| 9° 48′ S, 66° 00′ O  | Bolivie                 | |
| 21° 55′ S, 66° 00′ O | Argentine               | |
| 45° 00′ S, 66° 00′ O | Océan Atlantique        | Golfe San Jorge |
| 47° 05′ S, 66° 00′ O | Argentine               | |
| 48° 06′ S, 66° 00′ O | Océan Atlantique        | |
| 54° 37′ S, 66° 00′ O | Argentine               | Grande île de la Terre de Feu                                                                                         |
| 54° 57′ S, 66° 00′ O | Océan Atlantique        | |
| 60° 00′ S, 66° 00′ O | Océan Austral           | |
| 65° 33′ S, 66° 00′ O | Antarctique             | Île Renaud — Territoires Liste des territoires revendiqués par l' Argentine, le Chili et le Royaume-Uni               |
| 65° 54′ S, 66° 00′ O | Océan Austral           | |
| 66° 39′ S, 66° 00′ O | Antarctique             | Liste des territoires revendiqués par l' Argentine, le Chili et le Royaume-Uni                                        |